# 1889 en arts plastiques
| Années des arts plastiques : 1886 - 1887 - 1888 - 1889 - 1890 - 1891 - 1892    |
| Décennies des arts plastiques : 1850 - 1860 - 1870 - 1880 - 1890 - 1900 - 1910 |

Cette page concerne l'année 1889 en arts plastiques.

## Événements
- Exposition Volpini, organisée par Paul Gauguin et présentée au Café des Arts (Paris), présentant des œuvres de peintres impressionnistes et synthétistes.
- 2 février - 6 mars : ouverture à Bruxelles du sixième Salon des XX.

## Œuvres

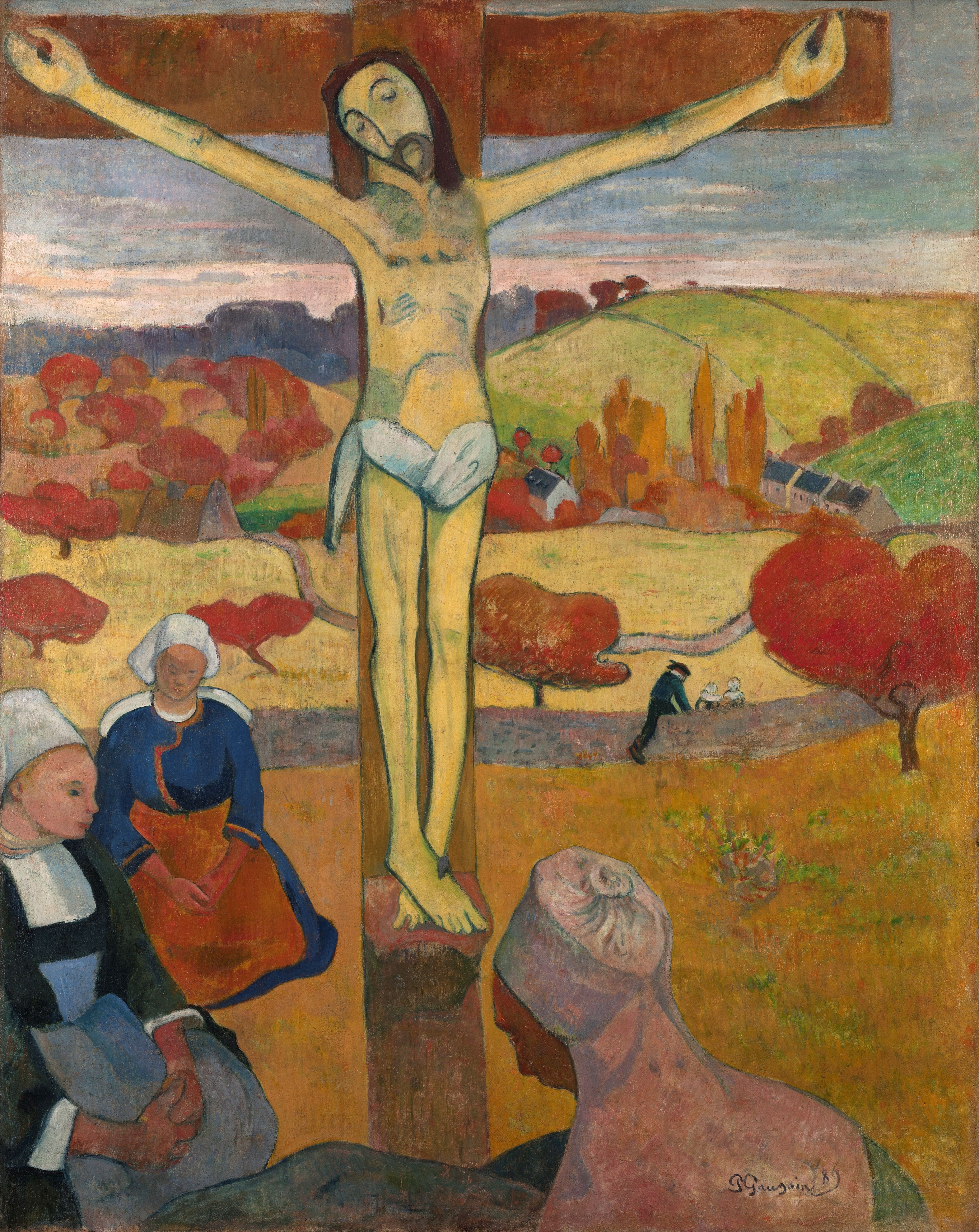
Paul Gauguin - Le Christ jaune.

- L'Entrée du Christ à Bruxelles de James Ensor.
- Henry Samary de la Comédie Française d'Henri de Toulouse-Lautrec.
- Monsieur Fourcade d'Henri de Toulouse-Lautrec.
- La Rousse avec chemisier blanc d'Henri de Toulouse-Lautrec.
- La Pâtisserie Gloppe de Jean Béraud.
- Portrait d'Elisa Casas de Ramon Casas.
- Plusieurs tableaux de Vincent van Gogh.

## Naissances
- 8 janvier : Pierre Hodé, peintre et décorateur de théâtre français († 15 décembre 1942),
- 14 janvier :
  - Fernand Labat, peintre, graveur et illustrateur français († 11 février 1959),
  - Raylambert, peintre et illustrateur français († 16 juillet 1967),
- 19 janvier :
  - Pierre Delarue-Nouvellière, architecte, peintre, illustrateur et photographe français († 26 avril 1973),
  - Sophie Taeuber-Arp, peintre, sculptrice et danseuse suisse († 13 janvier 1943),
- 22 janvier : Willi Baumeister, peintre et typographe allemand († 31 août 1955),
- 18 février : Togyū Okumura, peintre japonais du style nihonga d'aquarelle († 25 septembre 1990),
- 20 février : Maurice Barraud, peintre et illustrateur suisse († 11 novembre 1954),
- 1er mars : Georges de Sonneville, peintre, dessinateur et graveur français († 21 mars 1978),
- 4 mars : Jean-Gabriel Domergue, peintre et graveur français († 16 novembre 1962),
- 17 mars :
  - Harry Clarke, peintre-verrier et illustrateur irlandais († 6 janvier 1931),
  - Maurice Sauvayre, peintre, graveur, illustrateur et dessinateur humoristique français († 10 septembre 1968),
- 18 mars : 
  - René Jaudon, dessinateur et lithographe français († 24 août 1966),
  - Floris Jespers, peintre, graveur et sculpteur belge († 16 avril 1965),
- 29 mars :
  - André Favory, peintre et illustrateur français († 5 février 1937),
  - Pierre Vellones, peintre et compositeur français († 17 juillet 1939),
- 12 avril : 
  - Jan Cornelis Hofman, peintre néerlandais († 30 avril 1966),
  - Marcel Niquet, peintre français († 21 décembre 1968),
- 18 avril : Luigi Spazzapan, peintre italien († 18 février 1958),
- 23 avril : André Romand, peintre français († 8 mars 1982),
- 1er mai : Jean-Jules Dufour, peintre, illustrateur et aquafortiste français († 24 mai 1973),
- 6 mai : Lioubov Popova, styliste et peintre russe puis soviétique († 25 mai 1924),
- 10 mai : Armando Reverón, peintre vénézuélien († 18 septembre 1954),
- 11 mai : Paul Nash, peintre et graveur sur bois britannique († 11 juillet 1946),
- 21 mai : Otto Baumberger, affichiste, peintre et scénographe suisse († 26 décembre 1961),
- 22 mai : Gaston Girbal, illustrateur et affichiste français († 5 mai 1972),
- 23 mai : Ferruccio Baruffi, peintre italien († 19 octobre 1958),
- 25 mai : Lucien Adrion, peintre et aquarelliste français († 1953),
- 3 juin : Anne-Marie Bernay, peintre française († 4 mars 1935),
- 10 juin : Henry Sené, peintre français († 10 avril 1961),
- 15 juin : Jean Hillemacher, peintre français († 6 septembre 1914),
- 17 juin : Marcello Fabri, poète, pamphlétaire, essayiste, écrivain, dramaturge, philosophe, critique d'art et peintre français († 28 décembre 1945),
- 18 juin : Paul Joostens, peintre et dessinateur dadaïste belge († 24 mars 1960),
- 22 juin : Louis Cario, peintre français († 4 février 1941),
- 27 juin :
  - Alfred Courtens, sculpteur belge († 19 décembre 1967),
  - Hélène Perdriat, peintre figurative et graveuse française († 23 juin 1969),
- 5 juillet : Jean Cocteau, écrivain, cinéaste et dessinateur français († 11 octobre 1963),
- 15 juillet :
  - Aleksandrs Drēviņš, peintre russe puis soviétique († 26 février 1938),
  - Marco de Gastyne, peintre et réalisateur français († 8 novembre 1982),
- 18 juillet : Georges Annenkov, peintre, décorateur de cinéma et costumier russe puis soviétique († 12 juillet 1974),
- 23 juillet : Louis William Graux, peintre, graveur et illustrateur français († 22 novembre 1962),
- 26 juillet : 
  - Pierre-Henri Ducos de La Haille, peintre français († 19 janvier 1972),
  - Paul Welsch, peintre et graveur français († 16 juin 1954),
- 29 juillet : Ubaldo Oppi, peintre italien († 25 octobre 1942),
- 30 juillet : Frans Masereel, graveur et peintre belge († 3 janvier 1972),
- 31 juillet : Júlíana Sveinsdóttir, peintre et artiste textile islandaise († 17 avril 1966),
- 8 août : Maurice De Korte, sculpteur belge († 5 avril 1971),
- 9 août : Nicolas Eekman, peintre figuratif néerlandais († 13 novembre 1973),
- 15 août : Jan Mankes, peintre néerlandais († 23 avril 1920),
- 20 août :
  - Juliette Émilie Debes, peintre et portraitiste française († 10 juillet 1979),
  - Roman Dressler, peintre austro-hongrois puis tchécoslovaque († 20 juillet 1963),
  - David Kakabadzé, peintre, graphiste et scénographe russe puis soviétique († 10 mai 1952),
- 6 septembre : Jeanne Dubut, peintre française († 6 janvier 1972),
- 10 septembre : Paul Sibra, peintre français († 24 mars 1951),
- 17 septembre : Domenico Valinotti, peintre italien († 10 octobre 1962),
- 21 septembre : Gabriel Charlopeau, peintre français († 16 juin 1967),
- 25 septembre : Kamesuke Hiraga, peintre, dessinateur et graveur japonais († 5 novembre 1971),
- 28 septembre :
  - François Heigel, peintre français († 18 juin 1966),
  - Seán Keating, peintre irlandais († 21 décembre 1977),
- 7 octobre : Erich Büttner, peintre allemand († 7 septembre 1936),
- 10 octobre : Han van Meegeren, peintre néerlandais († 30 décembre 1947),
- 13 octobre : Heinrich Jost, typographe et graphiste allemand († 27 septembre 1948),
- 14 octobre : Marcel Mouillot, peintre français († 17 janvier 1972),
- 18 octobre : André Fraye, peintre, illustrateur et graveur français († 20 janvier 1963),
- 20 octobre : Suzanne Duchamp-Crotti, peintre française  († 11 septembre 1963),
- 21 octobre : Félix Del Marle, peintre français († 2 décembre 1952),
- 27 octobre : Willy Eisenschitz, peintre français d'origine autrichienne († 8 juillet 1974),
- 29 octobre : Ludomir Sleńdziński, peintre figuratif, sculpteur et pédagogue polonais († 26 octobre 1980),
- 30 octobre :
  - Léon Delarbre, peintre français  et conservateur du musée de la ville de Belfort († 20 mai 1974),
  - Giuseppe Montanari, peintre italien († 1976),
- 3 novembre : Heinrich Campendonk, peintre, graveur et dessinateur de vitrail allemand († 9 mai 1957),
- 19 novembre : Élisabeth Branly-Tournon, peintre française († 25 juin 1972),
- 11 décembre : Thérèse Clément, peintre de paysages et de marines française († 1984),
- 20 décembre : Alice Halicka, peintre et dessinatrice polonaise naturalisée française († 30 décembre 1974),
- 22 décembre : Natan Altman, peintre, sculpteur, illustrateur et décorateur de théâtre russe puis soviétique († 12 décembre 1970),
- 23 décembre :  János Kmetty, peintre hongrois († 16 novembre 1975),
- 27 décembre : Jean Lachaud, peintre, graveur, céramiste et décorateur français († 1952),
- ? :
  - Paul Boesch, peintre et peintre héraldiste suisse († 1969),
  - Wanda Chełmońska, peintre polonaise († 15 novembre 1971),
  - Lucien Potronat, peintre et aquarelliste français († 1974),
  - Alexandre Zinoview, peintre franco-russe († 1977),
- 1889 ou 1890 : Müfide Kadri, peintre ottomane († 1912).

## Décès
- 8 janvier : Eugène Lavieille, peintre français (° 29 novembre 1820),
- 13 janvier : Pierre Edmond Alexandre Hédouin, peintre et graveur français (° 16 juillet 1820),
- 23 janvier :  Alexandre Cabanel, peintre français (° 28 septembre 1823),
- 15 mars : Auguste Anastasi, peintre français (° 15 novembre 1820),
- 18 mars : Fortuné Viau, peintre français (° 26 mars 1812),
- 25 mars : Léon Auguste Asselineau, lithographe, peintre et dessinateur français (° 8 mars 1808),
- 2 avril : Armand Félix Marie Jobbé-Duval, peintre et homme politique républicain français (° 17 juillet 1821),
- 16 avril : Joseph Navlet, peintre d'histoire français (° 11 février 1821),
- 22 avril : Jules-Pierre-Michel Dieterle, architecte, dessinateur, peintre, peintre sur porcelaine, sculpteur et décorateur français (° 9 février 1811),
- 13 mai : Louis-Pierre Spindler, peintre, illustrateur et dessinateur français (° 30 juin 1800),
- 29 mai : Alexis-Joseph Mazerolle, peintre français (° 29 juin 1826),
- 29 juin : Nikolaï Tchekhov, peintre russe (° 23 mai 1858),
- 5 juillet : Agathon Klemt, historien d'art et peintre austro-hongrois (° 27 juillet 1830),
- 24 août : Alexandre von Kotzebue, peintre germano-balte né sujet de l'Empire russe (° 9 juin 1815),
- 25 août : Édouard Hostein, peintre français (° 30 septembre 1804),
- 3 septembre : Louis Marius Eugène Grandjean, peintre et littérateur français (° 3 septembre 1811),
- 14 septembre : Francesco Gonin, peintre italien (° 16 novembre 1808),
- 30 septembre : François-Antoine Bossuet, peintre belge (° 22 août 1798),
- 6 octobre : Jules Dupré, peintre français (° 5 avril 1811),
- 20 octobre : Daniele Ranzoni, peintre italien (° 3 décembre 1843),
- 27 octobre : Ludovic-Napoléon Lepic, peintre et graveur français (° 17 décembre 1839),
- 16 novembre : Amalie Bensinger, peintre allemande (° 28 mars 1809),
- 19 novembre : Ferdinand Heilbuth, peintre français d'origine allemande (° 27 juin 1826),
- 22 novembre :  Eugène-Stanislas Oudinot, peintre-verrier français (° 3 avril 1827),
- 9 décembre : Hélène Feillet, peintre et lithographe française (° 2 novembre 1812),
- 27 décembre : Eduard Bendemann, peintre allemand (° 3 décembre 1811),
- ? :
  - Eugène-Pierre Gourdet, peintre et dessinateur français (° 1820),
  - Nikola Marković, peintre serbe (° 1845).